# Parham Maghsoodloo
Parham Maghsoodloo (persa: پرهام مقصودلو, Gonbad-e Qabus 11 d'agost de 2000) és un jugador d'escacs iranià, que té el títol de Gran Mestre des de 2016, el mateix any que havia obtingut el títol de Mestre Internacional. Fou Campió de l'Iran el 2017 i Campió del món juvenil el 2018.
A la llista d'Elo de la FIDE del gener de 2020, hi tenia un Elo de 2674 punts, cosa que en feia el jugador (actiu) número 1 de l'Iran, número 12 de l'Àsia, i número 64 del món. El seu màxim Elo va ser de 2690 punts, a la llista del desembre de 2019.

## Resultats destacats en competició
Va participar en la Copa del món d'escacs de 2015, on fou eliminat en primera ronda per Wesley So. Va representar l'Iran a l'Olimpíada d'escacs de 2016. El 2017 va guanyar el Campionat d'escacs de l'Iran. El 2018 va guanyar el campionat del món juvenil, amb una puntuació de 9½/11, un punt sencer per damunt dels seus rivals, i amb una performance de 2823. Aquest títol li va permetre de participar en el Tata Steel Challengers el gener de 2019, on quedà vuitè amb 7/13 (+4–3=6).
El juliol de 2019 va vèncer la XXXII edició del Magistral Ciudad de León en vèncer a la final Vassili Ivantxuk, amb dues victòries i dues taules.
L'octubre de 2019 fou catorzè al fort Gran Torneig Suís de la FIDE de 2019 a l'Illa de Man (el campió fou Wang Hao).